# Dactuliothrips xerophilus
Dactuliothrips xerophilus är en insektsart som beskrevs av Bailey 1937. Dactuliothrips xerophilus ingår i släktet Dactuliothrips och familjen rovtripsar. Inga underarter finns listade i Catalogue of Life.